# Craig Hanmer
Craig Hanmer (St. Paul, Minnesota, 1956. január 6. – 2011. január 2.) amerikai profi jégkorongozó.

## Pályafutása
Komolyabb junior karrierjét szülővárosában, St. Pauli középiskolai csapatában kezdte, a St. Paul Johnsonban, 1972-ben. A következő évben egy ligával feljebb az MWJHL-ben játszott, a St. Paul Vulcansban. Részt vett az 1974-es U20-as jégkorong-világbajnokságon, (ami még nem hivatalos világbajnokságnak számít) és ötödik lett az amerikai válogatottal. Az 1974-es WHA-amatőr drafton az Indianapolis Racers kiválasztotta a második kör 17. helyén. A draft után 1974–1975-ben azonnal részt vehetett a World Hockey Associationban és 27 mérkőzésen játszott a Racersben, amiken 1 gólt ütött. A szezon többi részét a NAHL-es Mohawk Valley Comets fejezte be. A következő idényben szintén a Cometsben játszott, de csak 17 mérkőzést. Ezt követően, az 1976-os NHL-amatőr drafton a Philadelphia Flyers választotta ki a harmadik kör 53. helyén. A National Hockey League-ban sosem játszott. 1975–1976-ban vonult vissza az American Hockey League-es Springfield Indiansból.

## Sikerei, díjai
- AHAUS nemzeti junior bajnok: 1974
- MWJHL Clark-kupa győztes: 1974
- St. Paul High School All-City Csapat: 1972, 1973